# Слава (Омская область)
Слава — исчезнувшая деревня в Москаленском районе Омской области. Входила в состав Звездинского сельского поселения. Упразднена в 1972 г.

## История
Основана в 1923 г. В 1928 г. хутор Участок № 26 «Слава» состоял из 38 хозяйств. В составе Кувшиновского сельсовета Москаленского района Омского округа Сибирского края.

## Население
По переписи 1926 г. в хуторе проживало 232 человека (113 мужчин и 119 женщин), основное население — русские